# Wigan
Wigan é uma cidade localizada na Grande Manchester, norte da Inglaterra. Tinha uma população de 81.203 em 2001. É a cidade do cantor mirim Henry Gallagher, semi-finalista da nona temporada do Britain's Got Talent. Também é a cidade originária da banda The Verve.

## Esporte
O clube de futebol da cidade, o Wigan Athletic, disputa a 2ª divisão inglesa, a Football League Championship. Subindo este ano da League 1.